# كتاب (مسرحية)
كتاب (لغة ماليالامية കിത്താബ്) هي مسرحية باللغة الماليالامية تصور تشخيصا فكاهيا لفتاة صغيرة تحلم بندائها بالأذان وهو النداء الإسلامي للصلاة والذي ينادي به عادة مؤذن أو مقرئ ذكر. تتساءل الفتاة حول كره النساء في مجتمعها، وتثور ضد عادات المجتمع من خلال رقصها مع أصدقائها، وسرقة الطعام الممنوعة منه، وطلب فرصة للنداء بالأذان.
كتب المسرحية الكاتب المسرحي رفيق مانغالاسيري، ونُشرت المسرحية في نوفمبر 2018 في ولاية كيرلا الهندية في وقت كانت حركة حقوق المرأة تتشكل فيه مطالبة بالحق في التعبد في معبد ساباريمالا، وبحق النساء المسلمات في المشاركة في الشعائر الدينية، وبالمساواة بين الجنسين في الأماكن الدينية بما في ذلك تعيين المرأة كإمام والمشاركة في الصلوات في المساجد وإمامتها.

## الإلهام
يقول رفيق مانغالاسيري أن عمله الدرامي كتاب لم يكن معتمدا بصورة مباشرة على قصة فانجو، ولكنه كان تأهيلا مستقلا من قصة يوني آر بعنوان فانجو. في حين أبعد يوني آر نفسه عن دراما مانغالاسيري قائلا أن عمله لم يكن متوافقا مع أفكاره وأنه كان يفتقد إلى القيمة الروحية. كان لمخرج مانغالاسيري ف. ك. براكاش خطة مستقلة لإعداد قصة يوني آر فانجو في فيلم.

## الحبكة
تحلم فتاة مسلمة بأن تصبح مؤذنة كأبيها وتنادي بالأذان. تسرق الفتاة مقلاة السمك التي تستخدمها أمها في الطبخ للرجال في البيت وتقول أن فعل ذلك ليس خاطئا أخلاقيا لأن باداشون (الله) سيتفهم أن الفتيات لا يتحصلن على طعام كافٍ. يدينها والدها بعد ذلك قائلا لها أن النساء يتحصلن على نصف ما يتحصل عليه الرجال. تجيب الفتاة على ذلك بشكل عفريتي قائلة إذا لماذا لا ترتدي النساء نصف ما يرتديه الرجال.
وسط هذه الصراعات، تعلن الفتاة عن رغبتها في ندائها بالأذان. يجيب والدها على كل تساؤلاتها بالإشارة إلى الكتاب الكبير، ويحبسها حتى لا تؤدي في مسرحية (مسرحية داخل المسرحية) من جديد. يخبرها والدها أنها لن تذهب إلى الجنة إذا استمرت بفعل هذه الأشياء.
تقول الفتاة «إذا خسرت دخول الجنة لأنني أغني وأرقص، إذا فلا أريد دخول الجنة». يصبح الأب مستعدا لقتل الفتاة عندما تؤدي في مسرحية مدرسية على النقيض من رغباته. عندما تذكره والدتها بأنه ليس مجرد مؤذن وإنما أب أيضا، يسمح لها بأن تنادي بالأذان، وتنتهي الدراما بنداء الفتاة بالأذان وصلاة الباقين.

## الخلاف
نظمت مدرسة ميموندا الثانوية في كاليكوت دراما للمنافسة بين المدارس، والتي فازت بجوائز أفضل عمل درامي وأفضل ممثلة، وكان من المفترض أن تستمر إلى ولاية منافسة ولاية كيرلا بين المدارس. تصور مسرحية كتاب التمييز الاجتماعي ضد النساء في قضايا مختلفة في العائلة المسلمة التقليدية. تناقش المسرحية العديد من القضايا مثل التمييز ضد الفتيات في اقتسام الطعام والتعليم السيئ وممارسة تعدد الزوجات. ولأن الدراما تتعامل مع المساواة بين الجنسين في سياق الإسلام، فقد تمت معارضته وتم إلغاء مشاركة مدرسة ميموندا الثانوية في المنافسة من خلال الأصولية الدينية السياسية والمحافظين استنادا إلى القضايا الدينية. أشعلت المسرحية نقاشات عن المساواة بين الجنسين والتعصب الديني. عُرضت الدراما بصوة منفصلة وتم تأديتها في تاريخ لاحق.
فيما بعد تمت تأدية مسرحية مضادة بعنوان Kithabile Koora على مسرح ماليالام بشخصية أنثى تسعى إلى حرية الدين. انتقد أحد نشطاء مسرح ماليالام عباس كالاثود –على الرغم من عدم حماسه للمسرحية المضادة أيضا- مسرحية كتاب لعدم اعتبارها للعديد من التغيرات الحديثة في المجتمع الإسلامي، وأضاف «تصوير المؤذن بأنه الشخص الشرير في المجتمع هو تصريح بغير الحقيقة لأن أشخاص أشرار آخرين ظهروا بين المسلمين». اختلف معه مانغالاسيري قائلا أن «ليس من الصحيح أن نقول أن المجتمع الإسلامي قد شهد تطورا ثابتا في الحياة الاجتماعية. يمكن أن يكون هناك تغيرات بين المسلمين كما في المجتمعات الأخرى. إلا أن القوى الرجعية بدأت في الهيمنة على المجتمع. البردة والتي كانت رداء الأقلية في كيرلا أصبحت لباس هوية للنساء المسلمات. أنا أعرف أن المقرئ هو مجرد موظف في المسجد، ولكنه يمثل رجال الدين الذين قويت قبضتهم بين المسلمين. تنتهي المسرحية بفتح مشاهد جديدة للمجتمع». كما صرح مانغالاسيري: «هنا الخلفية خلفية أسرة مسلمة، وبالتالي تتحدث عن حياة المسلمين. ليس هناك أي محاولة لإهانة أي دين معين».
أعلن بعض النشطاء والكتّاب مثل ك. ساتشيدأناندان وس. هاريش اعتراضهم على خروج مسرحية كتاب من مهرجان الولاية، وفي نص مشترك استنكروا تدخل المؤسسات الدينية في قيم النهضة الإصلاحية وحرية التعبير. أطلق المصور السينيمائي بارتاب جوزيف حملة على وسائل التواصل الاجتماعي مدعيا أن سحب المسرحية هو «تهديد لقيم عصر النهضة وحرية التعبير».
كتب الكاتب المسرحي أ. سانثا كومار عبر فيسبوك أن «المدرسة قد غسلت يديها بسحب المسرحية والاستسلام لأوامر القادة الدينيين، كما أنهم عزلوا مؤلف المسرحية رفيق مانغالاسيري». تساءل كومار لماذا كان من يدعون قيم عصر النهضة صامتين عن عزل مانغالاسيري بأيدي الأقلية الأصولية.

## رفيق مانغالاسيري
رفيق مانغالاسيري هو كاتب باللغة الماليالامية ومخرج من مالابورام كيرلا في الهند. يصور عمله الدرامي Annaperuna إهدار الطعام بينما نجد الكثيرين يتضورون جوعا. أخرج رفيق أيضا Kotten Kareem.
فاز رفيق بجائزة أكاديمية كيرلا ساهيتيا للدراما في 2013، وجائزة أكاديمية كيرلا سانغيتا ناكاتا لأفضل نص على عمل Iratta Jeevithangaliloode (عبر حياة التوأمين). رفيق هو كاتب محوري في مسرح الأطفال.